# RhB ABe 4/4 I
De ABe 4/4 I en ABDe 4/4 I waren elektrische motorrijtuigen bestemd voor het regionaal personenvervoer van de Rhätische Bahn (RhB).

## Geschiedenis
Bij de opening van de Berninabahn in 1908 werden bij Schweizerische Industrie-Gesellschaft (SIG) en Elektrizitätsgesellschaft Alioth 17 motorrijtuigen in twee series met de aanduiding BCe 4/4 (later als ABe 4/4 I) en BCFe 4/4 (later als ABDe 4/4 I) besteld. In 1921 werd onder invloed van het publiek het motorrijtuig 13 vernummerd in 15. In 1946-1953 werden de motorrijtuigen door de Rhätische Bahn omgebouwd en vernummerd.
In 2010 waren er nog vijf motorrijtuigen beschikbaar.

## Constructie en techniek
De motorrijtuigen zijn opgebouwd op een stalen frame. In de draaistellen zijn twee elektromotoren gemonteerd die via tandwielen ieder een as aandrijven.

### Nummers
De motorrijtuigen werden door de Berninabahn als volgt genummerd en later door de Rhätische Bahn omgebouwd en vernummerd:
| Lijst van de ABe 4/4 I en de ABDe 4/4 I |            |         |                      |                |           |                           |       |         | |                                                                        |
| Nummer Berninabahn                      | In gebruik | Ombouw  | RhB nummer na ombouw | Laatste nummer | geel      | Beschildering groen/crème | groen | rood    | Opmerkingen | Huidige toestand                                                       |
| 1                                       | 1908       | 1947 1) | 31                   | 31             | 1908      | 1947                      | 1959  | 1963    | | buitendienst en afgebroken in 2009                                     |
| 2                                       | 1908       | 1946 1) | 32                   | 32             | 1908      | 1946                      | 1957  | 1965    | | buitendienst en afgebroken in 2009                                     |
| 3                                       | 1908       |         |                      | 3              | 1908      | 19..                      | 1957  | --      | | buitendienst 1969, gesloopt                                            |
| 4                                       | 1908       | 1947 1) | 34                   | 34             | 1908 2001 | 1947                      | --    | 1962    | sinds 2001 Historisch voertuig (geel)                                                                              | in gebruik                                                             |
| 5                                       | 1908       | 1946 1) | 33                   | 33             | 1908      | 1946                      | 1956  | --      | 8 mei bij Alp Grüm door brand verwoest                                                                             | buitendienst 1962, gesloopt                                            |
| 6                                       | 1908       |         |                      | 9921           | 1908      | --                        | --    | 1960    | 1960, Dienstvoertuig Xe 4/4 9921, bruinrood                                                                        | buitendienst 1969, gesloopt                                            |
| 7                                       | 1908       |         |                      | 7              | 1908      | 19..                      | 1957  | --      | | buitendienst 1965, gesloopt                                            |
| 8                                       | 1908       |         |                      | 8              | 1908      | 19..                      | --    | --      | | buitendienst 1967, gesloopt                                            |
| 9                                       | 1908       | 1953    |                      | 9920           | 1908      | --                        | 1953  | 1964/90 | 1951 door lawine vernield en als dienstvoertuig Xe 4/4 weer opgebouwd                                              | buitendienst 1998, gesloopt                                            |
| 10                                      | 1908       | 1949    | 35                   | 35             | 1908      | 1949                      | --    | 1962    | | buitendienst 2010, in gebruik bij Museumsbahn Blonay-Chamby (verkocht) |
| 11                                      | 1909       |         |                      | 11             | 1909      | 19..                      | --    | 1964    | | buitendienst 1976, gesloopt                                            |
| 12                                      | 1909       | 1951    | 37                   | 9923           | 1909      | 1951                      | 1957  | 1965    | 1997 omgebouwd tot Xe 4/4 9923, Dienstvoertuig Poschiavo, oranje                                                   | in gebruik                                                             |
| 13                                      | 1909       |         |                      | 15             | 1909      | 19..                      | --    | --      | 1921 vernummerd in 15                                                                                              | buitendienst 1969, gesloopt                                            |
| 14                                      | 1909       | 1950    | 36                   | 9924           | 1909      | 1950                      | --    | 1963    | 1998 omgebouwd tot Xe 4/4 9924, Dienstvoertuig Pontresina, oranje                                                  | in gebruik                                                             |
| 21                                      | 1911       | 1949    | 38                   | 9922           | 1911      | 1948                      | --    | 1962    | bagage afdeling beibehalten, Bezeichnung ABDe 4/4 1992 omgebouwd tot Xe 4/4 9922, Dienstvoertuig Poschiavo, oranje | in gebruik                                                             |
| 22                                      | 1911       | 1953 1) | 30                   | 30             | 1911 2000 | 1953                      | --    | 1966    | 1953 bagage afdeling verwijderd, sinds 2000 Historisch voertuig (geel)                                             | in gebruik                                                             |
| 23                                      | 1911       |         |                      | 23             | 1911      | 1948                      | 1956  | --      | 1956 bagage afdeling verwijderd                                                                                    | buitendienst 1969, gesloopt                                            |
|                                         |            |         |                      |                |           |                           |       |         | |                                                                        |

## Treindiensten
De treinen van het type ABe 4/4 I en ABDe 4/4 I werden door de Rhätische Bahn (RhB) ingezet over de Berninabahn.
- Sankt Moritz - Tirano
- Chur - Arosa